# Campionato del mondo rally 2006
La stagione 2006 del Campionato del mondo rally è stata la 34ª manifestazione riconosciuta dalla FIA e dal World Rally Championship.
La competizione mondiale è stata disputata tra il 20 gennaio e il 3 dicembre 2006.
Composto da 16 prove collocate in 4 continenti, ha visto trionfare per la terza volta consecutiva tra i piloti il francese Sébastien Loeb che ha preceduto i due finlandesi Grönholm e Hirvonen.
Il titolo dei team è andato invece al BP Ford Abu Dhabi World Rally Team, che si è piazzato davanti al Kronos Total Citroën Wrt, squadra che schierava il vincitore del titolo piloti.

## Calendario
Le 16 prove del Campionato Mondiale 2006 sono state disputate in altrettante Nazioni; la competizione come da tradizione si è aperta con il Rally di Monte Carlo, per poi concludersi a inizio dicembre con il Rally di Gran Bretagna.
| Calendario Campionato mondiale Rally 2006 | Calendario Campionato mondiale Rally 2006 | Calendario Campionato mondiale Rally 2006 |
| ----------------------------------------- | ----------------------------------------- | ----------------------------------------- |
| N°                                        | Rally                                     | Data                                      |
| 1                                         | Rally di Monte Carlo                      | 20-22 gen.                                |
| 2                                         | Swedish Rally                             | 3-5 febb.                                 |
| 3                                         | Rally Mexico                              | 3-5 mar.                                  |
| 4                                         | Rally di Spagna                           | 24-26 mar.                                |
| 5                                         | Tour de Corse                             | 7-9 apr.                                  |
| 6                                         | Rally Argentina                           | 28-30 apr.                                |
| 7                                         | Rally Sardegna                            | 19-21 magg.                               |
| 8                                         | Rally Acropoli                            | 2-4 giu.                                  |
| 9                                         | Rallye Deutschland                        | 11-13 ago.                                |
| 10                                        | Rally Finland                             | 18-21 ago.                                |
| 11                                        | Rally Japan                               | 1-3 sett.                                 |
| 12                                        | Rally Cipro                               | 22-24 sett.                               |
| 13                                        | Rally di Turchia                          | 13-15 ott.                                |
| 14                                        | Rally d'Australia                         | 27-29 ott.                                |
| 15                                        | Rally New Zealand                         | 17-19 nov.                                |
| 16                                        | Wales Rally GB                            | 1-3 dic.                                  |

## Team e piloti ufficiali
| Pilota            | Auto                    | Gomme | Team                     |
| ----------------- | ----------------------- | ----- | ------------------------ |
| Sébastien Loeb    | Citroën Xsara WRC       | BF    | Kronos Total Citroën Wrt |
| Colin McRae       | Citroën Xsara WRC       | BF    | Kronos Total Citroën Wrt |
| Xavier Pons       | Citroën Xsara WRC       | BF    | Kronos Total Citroën Wrt |
| Daniel Sordo      | Citroën Xsara WRC       | BF    | Kronos Total Citroën Wrt |
| Marcus Grönholm   | Ford Focus WRC 2006     | BF    | BP Ford World Rally Team |
| Mikko Hirvonen    | Ford Focus WRC 2006     | BF    | BP Ford World Rally Team |
| Petter Solberg    | Subaru Impreza WRC 2006 | P     | Subaru World Rally Team  |
| Chris Atkinson    | Subaru Impreza WRC 2006 | P     | Subaru World Rally Team  |
| Stéphane Sarrazin | Subaru Impreza WRC 2006 | P     | Subaru World Rally Team  |

## Risultati e classifiche

### Sistema di punteggio
*In vigore dal 1997
| Sistema di punteggio | Sistema di punteggio | Sistema di punteggio | Sistema di punteggio | Sistema di punteggio | Sistema di punteggio | Sistema di punteggio | Sistema di punteggio | Sistema di punteggio | Sistema di punteggio | Sistema di punteggio |
| Posizione            | 1º                   | 2º                   | 3º                   | 4º                   | 5º                   | 6º                   | 7º                   | 8º                   | 9º                   | 10º                  |
| -------------------- | -------------------- | -------------------- | -------------------- | -------------------- | -------------------- | -------------------- | -------------------- | -------------------- | -------------------- | -------------------- |
| WRC                  | 10                   | 8                    | 6                    | 5                    | 4                    | 3                    | 2                    | 1                    | 0                    | 0                    |

### Classifica finale piloti
Sébastien Loeb riesce ad aggiudicarsi il titolo piloti, pur non avendo disputato gli ultimi quattro rally in programma a causa di un infortunio.
| Pos. | Pilota             | MON | SWE | MEX | ESP | FRA | ARG | ITA | GRC | GER | FIN | JPN | CYP | TUR | AUS | NZL | GBR | Pti |
| ---- | ------------------ | --- | --- | --- | --- | --- | --- | --- | --- | --- | --- | --- | --- | --- | --- | --- | --- | --- |
| 1    | Sébastien Loeb     | 2   | 2   | 1   | 1   | 1   | 1   | 1   | 2   | 1   | 2   | 1   | 1   | Inf | Inf | Inf | Inf | 112 |
| 2    | Marcus Grönholm    | 1   | 1   | 8   | 3   | 2   | 10  | Rit | 1   | 3   | 1   | 2   | 2   | 1   | 5   | 1   | 1   | 111 |
| 3    | Mikko Hirvonen     | 7   | 12  | 14  | 9   | 4   | Rit | 2   | 3   | 9   | 3   | 3   | 3   | 2   | 1   | 2   | Rit | 65  |
| 4    | Manfred Stohl      | 4   | 18  | 3   | 12  | 7   | 4   | 7   | Rit | 5   | 9   | 5   | 4   | 8   | 3   | 3   | 2   | 54  |
| 5    | Daniel Sordo       | 8   | 16  | 4   | 2   | 3   | 5   | 3   | 6   | 2   | Rit | SQ  | Rit | 7   | 23  | 5   | 7   | 49  |
| 6    | Petter Solberg     | Rit | Rit | 2   | 7   | 11  | 2   | 9   | 7   | Rit | Rit | 7   | 8   | 13  | 2   | 6   | 3   | 40  |
| 7    | Xavier Pons        | 9   | 7   | Rit | Rit | 6   | 17  | 4   | 8   | 14  | Rit | NP  | 7   | 4   | 4   | 4   | 5   | 32  |
| 8    | Henning Solberg    | Rit | 8   | 5   |     |     | 7   | Rit | 5   |     | 4   |     | 6   | 3   | Rit | 12  | 11  | 25  |
| 9    | Toni Gardemeister  | 3   |     |     |     |     |     |     | 4   | 4   |     |     | 5   |     |     |     |     | 20  |
| 10   | Chris Atkinson     | 6   | 11  | 7   | 11  | 13  | 6   | 10  | 11  | 8   | 13  | 4   | 9   | 6   | 9   | Rit | 6   | 20  |
| 11   | Gigi Galli         | Rit | 4   |     |     | 9   | 3   | Rit |     |     | 5   |     |     |     |     |     |     | 15  |
| 12   | Alexandre Bengué   |     |     |     | 4   | 5   |     |     |     |     |     |     |     |     |     |     |     | 9   |
| 13   | Jari-Matti Latvala | 41  |     | 25  | 16  | Rit |     |     | 22  | 34  | 17  | 69  |     |     | 6   | 8   | 4   | 9   |
| 14   | Kosti Katajamäki   |     | 6   |     |     |     |     | Rit | 26  |     | 14  |     |     | 5   |     |     |     | 7   |
| 15   | Jan Kopecký        | 11  | 13  |     | 5   | 10  |     | 17  | 16  | 7   | 8   |     |     | Rit |     |     | 10  | 7   |
| 16   | Daniel Carlsson    |     | 3   |     |     |     |     |     |     |     | Rit |     |     |     |     |     |     | 6   |
| 17   | Jussi Välimäki     |     |     |     |     |     |     | 5   | 9   |     | 7   |     |     |     |     |     |     | 6   |
| 18   | Stéphane Sarrazin  | 5   |     |     | 8   | 8   |     |     |     | Rit |     |     |     |     |     |     |     | 6   |
| 19   | François Duval     | Rit |     |     | 6   | Rit |     | 8   | 13  | Rit |     |     |     | 9   |     |     | 8   | 5   |
| 20   | Thomas Rådström    |     | 5   |     |     |     |     |     |     |     |     |     |     |     |     |     |     | 4   |
| 21   | Gareth MacHale     | 16  |     | 6   | Rit |     | 11  | 11  |     | 10  |     | Rit |     |     |     |     | Rit | 3   |
| 22   | Kristian Sohlberg  |     | Rit |     |     |     |     | 6   |     |     | Rit |     |     |     |     |     |     | 3   |
| 23   | Andreas Aigner     | 13  | Rit |     | 13  | 15  |     | 13  | 14  | 6   |     |     | Rit | 10  |     |     | Rit | 3   |
| 24   | Janne Tuohino      |     | 10  |     |     |     |     |     |     |     | 6   |     |     |     |     |     |     | 3   |
| 25   | Toshi Arai         |     |     | 9   |     |     | 30  |     | 21  |     |     | 6   | 22  |     | Rit | 30  |     | 3   |
| 26   | Mirco Baldacci     |     |     | 11  |     |     | 21  |     | 20  |     |     | 46  |     |     | 7   | 18  | Rit | 2   |
| 27   | Luis Pérez Companc |     | 23  | 12  |     |     | 9   | 12  |     |     |     | 11  | 14  |     | 22  | 7   |     | 2   |
| 28   | Matthew Wilson     | 15  | 14  | 16  | 15  | 16  | 8   | 34  | 10  | 12  | 10  | 40  | 10  | 12  | 27  | 13  | 12  | 1   |
| 29   | Fumio Nutahara     | 17  |     | Rit |     |     |     |     |     |     |     | 8   | 11  |     | 26  | 21  |     | 1   |
| 30   | Dean Herridge      |     |     |     |     |     |     |     |     |     |     | 14  |     |     | 8   |     |     | 1   |
| Pos. | Pilota             | MON | SWE | MEX | ESP | FRA | ARG | ITA | GRC | GER | FIN | JPN | CYP | TUR | AUS | NZL | GBR | Pti |

| Colore  | Risultato             |
| ------- | --------------------- |
| Oro     | Vincitore             |
| Argento | 2º posto              |
| Bronzo  | 3º posto              |
| Verde   | Finito a punti        |
| Blu     | Finito senza punti    |
| Viola   | Ritirato (Rit)        |
| Viola   | Non classificato (NC) |
| Rosso   | Non qualificato (NQ)  |
| Nero    | Squalificato (SQ)     |
| Bianco  | Non partito (NP)      |
| Bianco  | Non ha gareggiato     |
| Bianco  | Infortunato (INF)     |
| Bianco  | Escluso (ES)          |
| Bianco  | Gara cancellata (C)   |

### Classifica finale team
| Pos. | Team                               | MON | SWE | MEX | ESP | FRA | ARG | ITA | GRC | GER | FIN | JPN | CYP | TUR | AUS | NZL | GBR | P.ti |
| ---- | ---------------------------------- | --- | --- | --- | --- | --- | --- | --- | --- | --- | --- | --- | --- | --- | --- | --- | --- | ---- |
| 1    | BP Ford Abu Dhabi World Rally Team | 14  | 12  | 4   | 12  | 14  | 1   | 8   | 16  | 10  | 16  | 14  | 14  | 18  | 14  | 18  | 10  | 195  |
| 2    | Kronos Total Citroën Wrt           | 11  | 13  | 10  | 10  | 15  | 10  | 16  | 11  | 18  | 8   | 10  | 10  | 3   | 6   | 9   | 6   | 166  |
| 3    | Subaru World Rally Team            | 5   | 3   | 12  | 11  | 7   | 13  | 7   | 5   | 0   | 2   | 9   | 5   | 4   | 11  | 3   | 9   | 106  |
| 4    | Peugeot Norway                     | 6   | 4   | 11  | 0   | 0   | 10  | 5   | 5   | 0   | 9   | 0   | 9   | 8   | 6   | 7   | 8   | 88   |
| 5    | Stobart Ford                       | 0   | 7   | 2   | 1   | 0   | 5   | 0   | 2   | 3   | 4   | 5   | 1   | 5   | 2   | 2   | 5   | 44   |
| 6    | Red Bull-Skoda                     | 3   | 0   | 0   | 5   | 3   | 0   | 3   | 0   | 8   | 0   | 0   | 0   | 1   | 0   | 0   | 1   | 24   |

## Risultati WRC
Le tabelle riportano i risultati dei primi tre piloti nelle varie prove del mondiale.
| RALLY 2006                                    | RALLY 2006        | RALLY 2006              | RALLY 2006      | RALLY 2006   | RALLY 2006 | RALLY 2006 | RALLY 2006       |
| --------------------------------------------- | ----------------- | ----------------------- | --------------- | ------------ | ---------- | ---------- | ---------------- |
|                                               |                   |                         |                 |              |            |            |                  |
| - Rally di Monte Carlo 20-22 gen. - Resoconto |                   |                         |                 |              |            |            |                  |
| Pos.                                          | Pilota            | Auto                    | Tempo           | Distacco     | Tappe      | Lunghezza  | Superficie       |
| 1º                                            | Marcus Grönholm   | Ford Focus WRC 2006     | 4h: 11' : 43,9" |              | 18         | 366,39 km  | Asfalto/Ghiaccio |
| 2º                                            | Sébastien Loeb    | Citroën Xsara WRC       | 4h: 12' : 45,7" | + 1' : 1,8"  | 18         | 366,39 km  | Asfalto/Ghiaccio |
| 3º                                            | Toni Gardemeister | Peugeot 307 WRC         | 4h: 13' : 07,0" | + 1' : 24,1" | 18         | 366,39 km  | Asfalto/Ghiaccio |
|                                               |                   |                         |                 |              |            |            |                  |
| Swedish Rally 3-5 febb. - Resoconto           |                   |                         |                 |              |            |            |                  |
| Pos.                                          | Pilota            | Auto                    | Tempo           | Distacco     | Tappe      | Lunghezza  | Superficie       |
| 1º                                            | Marcus Grönholm   | Ford Focus WRC 2006     | 3h: 09' : 01,9" |              | 19         | 348,88 km  | Neve             |
| 2º                                            | Sébastien Loeb    | Citroën Xsara WRC       | 3h: 09' : 32,8" | + 0' : 30,9" | 19         | 348,88 km  | Neve             |
| 3º                                            | Daniel Carlsson   | Mitsubishi Lancer WRC   | 3h: 11' : 58,7" | + 2' : 56,8" | 19         | 348,88 km  | Neve             |
|                                               |                   |                         |                 |              |            |            |                  |
| Rally Mexico 3-5 mar. - Resoconto             |                   |                         |                 |              |            |            |                  |
| Pos.                                          | Pilota            | Auto                    | Tempo           | Distacco     | Tappe      | Lunghezza  | Superficie       |
| 1º                                            | Sébastien Loeb    | Citroën Xsara WRC       | 3h: 47' : 08,8" |              | 17         | 359,54 km  | Sterrato         |
| 2º                                            | Petter Solberg    | Subaru Impreza WRC 2006 | 3h: 47' : 57,7" | + 0' : 48,9" | 17         | 359,54 km  | Sterrato         |
| 3º                                            | Manfred Stohl     | Peugeot 307 WRC         | 3h: 51' : 47,9" | + 4' : 39,1" | 17         | 359,54 km  | Sterrato         |
|                                               |                   |                         |                 |              |            |            |                  |
| - Rally di Spagna 24-26 mar. - Resoconto      |                   |                         |                 |              |            |            |                  |
| Pos.                                          | Pilota            | Auto                    | Tempo           | Distacco     | Tappe      | Lunghezza  | Superficie       |
| 1º                                            | Sébastien Loeb    | Citroën Xsara WRC       | 3h: 22' : 01,7" |              | 16         | 359,54 km  | Asfalto          |
| 2º                                            | Daniel Sordo      | Citroën Xsara WRC       | 3h: 22' : 49,9" | + 0' : 48,2" | 16         | 359,54 km  | Asfalto          |
| 3º                                            | Marcus Grönholm   | Ford Focus WRC 2006     | 3h: 23' : 47,5" | + 1' : 45,8" | 16         | 359,54 km  | Asfalto          |
|                                               |                   |                         |                 |              |            |            |                  |
| Tour de Corse 7-9 apr. - Resoconto            |                   |                         |                 |              |            |            |                  |
| Pos.                                          | Pilota            | Auto                    | Tempo           | Distacco     | Tappe      | Lunghezza  | Superficie       |
| 1º                                            | Sébastien Loeb    | Citroën Xsara WRC       | 3h: 43' : 05,4" |              | 12         | 354,18 km  | Asfalto          |
| 2º                                            | Marcus Grönholm   | Ford Focus WRC 2006     | 3h: 43' : 34,4" | + 0' : 29,0" | 12         | 354,18 km  | Asfalto          |
| 3º                                            | Daniel Sordo      | Citroën Xsara WRC       | 3h: 44' : 54,1" | + 1' : 48,7" | 12         | 354,18 km  | Asfalto          |
|                                               |                   |                         |                 |              |            |            |                  |
| Rally Argentina 28-30 apr. - Resoconto        |                   |                         |                 |              |            |            |                  |
| Pos.                                          | Pilota            | Auto                    | Tempo           | Distacco     | Tappe      | Lunghezza  | Superficie       |
| 1º                                            | Sébastien Loeb    | Citroën Xsara WRC       | 4h: 06' : 51,3" |              | 22         | 351,44 km  | Sterrato         |
| 2º                                            | Petter Solberg    | Subaru Impreza WRC 2006 | 4h: 07' : 35,9" | + 0' : 44,6" | 22         | 351,44 km  | Sterrato         |
| 3º                                            | Gianluigi Galli   | Peugeot 307 WRC         | 4h: 10' : 15,6" | + 3' : 24,3" | 22         | 351,44 km  | Sterrato         |
|                                               |                   |                         |                 |              |            |            |                  |
| - Rally Sardegna 19-21 magg. - Resoconto      |                   |                         |                 |              |            |            |                  |
| Pos.                                          | Pilota            | Auto                    | Tempo           | Distacco     | Tappe      | Lunghezza  | Superficie       |
| 1º                                            | Sébastien Loeb    | Citroën Xsara WRC       | 3h: 54' : 18,9" |              | 18         | 344,94 km  | Sterrato         |
| 2º                                            | Mikko Hirvonen    | Ford Focus WRC 2006     | 3h: 57' : 00,3" | + 2' : 41,4" | 18         | 344,94 km  | Sterrato         |
| 3º                                            | Daniel Sordo      | Citroën Xsara WRC       | 3h: 57' : 46,6" | + 3' : 27,7" | 18         | 344,94 km  | Sterrato         |
|                                               |                   |                         |                 |              |            |            |                  |
| Rally Acropoli 2-4 giu. - Resoconto           |                   |                         |                 |              |            |            |                  |
| Pos.                                          | Pilota            | Auto                    | Tempo           | Distacco     | Tappe      | Lunghezza  | Superficie       |
| 1º                                            | Marcus Grönholm   | Ford Focus WRC 2006     | 3h: 56' : 26,8" |              | 18         | 355,62 km  | Sterrato         |
| 2º                                            | Sébastien Loeb    | Citroën Xsara WRC       | 3h: 58' : 53,6" | + 2' : 26,8" | 18         | 355,62 km  | Sterrato         |
| 3º                                            | Mikko Hirvonen    | Ford Focus WRC 2006     | 4h: 00' : 10,6" | + 3' : 43,8" | 18         | 355,62 km  | Sterrato         |
|                                               |                   |                         |                 |              |            |            |                  |
| Rallye Deutschland 11-13 ago. - Resoconto     |                   |                         |                 |              |            |            |                  |
| Pos.                                          | Pilota            | Auto                    | Tempo           | Distacco     | Tappe      | Lunghezza  | Superficie       |
| 1º                                            | Sébastien Loeb    | Citroën Xsara WRC       | 3h: 28' : 34,1" |              | 19         | 351,55 km  | Asfalto          |
| 2º                                            | Daniel Sordo      | Citroën Xsara WRC       | 3h: 29' : 07,9" | + 0' : 33,8" | 19         | 351,55 km  | Asfalto          |
| 3º                                            | Marcus Grönholm   | Ford Focus WRC 2006     | 3h: 30' : 53,3" | + 2' : 19,2" | 19         | 351,55 km  | Asfalto          |
|                                               |                   |                         |                 |              |            |            |                  |
| Rally Finland 18-21 ago. - Resoconto          |                   |                         |                 |              |            |            |                  |
| Pos.                                          | Pilota            | Auto                    | Tempo           | Distacco     | Tappe      | Lunghezza  | Superficie       |
| 1º                                            | Marcus Grönholm   | Ford Focus WRC 2006     | 2h: 52' : 50,3" |              | 21         | 351,61 km  | Sterrato         |
| 2º                                            | Sébastien Loeb    | Citroën Xsara WRC       | 2h: 53' : 57,0" | + 1' : 06,7" | 21         | 351,61 km  | Sterrato         |
| 3º                                            | Mikko Hirvonen    | Ford Focus WRC 2006     | 2h: 54' : 24,8" | + 1' : 34,5" | 21         | 351,61 km  | Sterrato         |
|                                               |                   |                         |                 |              |            |            |                  |
| Rally Japan 1-3 sett. - Resoconto             |                   |                         |                 |              |            |            |                  |
| Pos.                                          | Pilota            | Auto                    | Tempo           | Distacco     | Tappe      | Lunghezza  | Superficie       |
| 1º                                            | Sébastien Loeb    | Citroën Xsara WRC       | 3h: 22' : 20,4" |              | 27         | 345,72 km  | Sterrato         |
| 2º                                            | Marcus Grönholm   | Ford Focus WRC 2006     | 3h: 22' : 26,0" | + 0' : 05,6" | 27         | 345,72 km  | Sterrato         |
| 3º                                            | Mikko Hirvonen    | Ford Focus WRC 2006     | 3h: 25' : 06,9" | + 2' : 46,5" | 27         | 345,72 km  | Sterrato         |
|                                               |                   |                         |                 |              |            |            |                  |
| Rally Cipro 22-24 sett. - Resoconto           |                   |                         |                 |              |            |            |                  |
| Pos.                                          | Pilota            | Auto                    | Tempo           | Distacco     | Tappe      | Lunghezza  | Superficie       |
| 1º                                            | Sébastien Loeb    | Citroën Xsara WRC       | 4h: 40' : 50,4" |              | 23         | 331,34 km  | Sterrato         |
| 2º                                            | Marcus Grönholm   | Ford Focus WRC 2006     | 4h: 41' : 11,6" | + 0' : 21,2" | 23         | 331,34 km  | Sterrato         |
| 3º                                            | Mikko Hirvonen    | Ford Focus WRC 2006     | 4h: 46' : 06,5" | + 5' : 16,1" | 23         | 331,34 km  | Sterrato         |
|                                               |                   |                         |                 |              |            |            |                  |
| Rally di Turchia 13-15 ott. - Resoconto       |                   |                         |                 |              |            |            |                  |
| Pos.                                          | Pilota            | Auto                    | Tempo           | Distacco     | Tappe      | Lunghezza  | Superficie       |
| 1º                                            | Marcus Grönholm   | Ford Focus WRC 2006     | 3h: 28' : 16,3" |              | 19         | 351,01 km  | Sterrato         |
| 2º                                            | Mikko Hirvonen    | Ford Focus WRC 2006     | 3h: 30' : 39,7" | + 2' : 23,4" | 19         | 351,01 km  | Sterrato         |
| 3º                                            | Henning Solberg   | Peugeot 307 WRC         | 3h: 31' : 22,3" | + 3' : 06,8" | 19         | 351,01 km  | Sterrato         |
|                                               |                   |                         |                 |              |            |            |                  |
| Rally d'Australia 27-29 ott. - Resoconto      |                   |                         |                 |              |            |            |                  |
| Pos.                                          | Pilota            | Auto                    | Tempo           | Distacco     | Tappe      | Lunghezza  | Superficie       |
| 1º                                            | Mikko Hirvonen    | Ford Focus WRC 2006     | 3h: 15' : 11,8" |              | 26         | 348,51 km  | Sterrato         |
| 2º                                            | Petter Solberg    | Subaru Impreza WRC 2006 | 3h: 15' : 48,9" | + 0' : 37,1" | 26         | 348,51 km  | Sterrato         |
| 3º                                            | Manfred Stohl     | Peugeot 307 WRC         | 3h: 19' : 10,4" | + 3' : 58,6" | 26         | 348,51 km  | Sterrato         |
|                                               |                   |                         |                 |              |            |            |                  |
| Rally New Zealand 17-19 nov. - Resoconto      |                   |                         |                 |              |            |            |                  |
| Pos.                                          | Pilota            | Auto                    | Tempo           | Distacco     | Tappe      | Lunghezza  | Superficie       |
| 1º                                            | Marcus Grönholm   | Ford Focus WRC 2006     | 4h: 02' : 30,7" |              | 17         | 358,48 km  | Sterrato         |
| 2º                                            | Mikko Hirvonen    | Ford Focus WRC 2006     | 4h: 03' : 26,7" | + 0' : 56,0" | 17         | 358,48 km  | Sterrato         |
| 3º                                            | Manfred Stohl     | Peugeot 307 WRC         | 4h: 05' : 10,0" | + 2' : 39,3" | 17         | 358,48 km  | Sterrato         |
|                                               |                   |                         |                 |              |            |            |                  |
| Wales Rally GB 1-3 dic. - Resoconto           |                   |                         |                 |              |            |            |                  |
| Pos.                                          | Pilota            | Auto                    | Tempo           | Distacco     | Tappe      | Lunghezza  | Superficie       |
| 1º                                            | Marcus Grönholm   | Ford Focus WRC 2006     | 3h: 20' : 24,8" |              | 17         | 355,92 km  | Asfalto          |
| 2º                                            | Manfred Stohl     | Peugeot 307 WRC         | 3h: 22' : 00,3" | + 1' : 35,5" | 17         | 355,92 km  | Asfalto          |
| 3º                                            | Petter Solberg    | Subaru Impreza WRC 2006 | 3h: 22' : 20,0" | + 1' : 55,2" | 17         | 355,92 km  | Asfalto          |